# Zimirina gomerae
Zimirina gomerae är en spindelart som först beskrevs av Schmidt 1981.  Zimirina gomerae ingår i släktet Zimirina och familjen Prodidomidae.
Artens utbredningsområde är Kanarieöarna. Inga underarter finns listade i Catalogue of Life.